# Carlos Serrano-Clark
Carlos Serrano-Clark (Barcellona, 25 agosto 1990) è un attore spagnolo, noto per aver interpretato il ruolo di Pablo Blasco Serra nella soap Una vita.

## Biografia
Carlos Serrano-Clark è nato il 25 agosto 1990 a Barcellona (Spagna), fin da piccolo ha mostrato un'inclinazione per la recitazione.

## Carriera
Carlos Serrano-Clark nel 2010 ha fatto la sua prima apparizione sul piccolo schermo nel cortometraggio Prova de Foc diretto da Martí Flotats. Successivamente nel 2011 ha recitato in alcuni cortometraggi.
Nel 2013 e nel 2014 ha interpretato il ruolo di Dídac Tàpia nella serie La Riera. Nel 2014 ha interpretato il ruolo di Segador Rebel nel film televisivo Bon cop de falç. La història de l'himne diretto da Eloi Aymerich.
Dal 2015 al 2017 è stato scelto da TVE per interpretare il ruolo di Pablo Blasco Serra nella soap opera in onda su La 1 Una vita e dove ha recitato insieme ad attori come Alba Brunet, Sheyla Fariña, Roger Berruezo, Sara Miquel, Iago García, Montserrat Alcoverro, Arantxa Aranguren, Sandra Marchena, Mariano Llorente e Jorge Pobes.
Nel 2019 ha interpretato il ruolo di Tarradas nel film televisivo L'enigma Verdaguer diretto da Lluís Maria Güell. Nello stesso anno ha interpretato il ruolo di Salvador nel film Mientras dure la guerra diretto da Alejandro Amenábar. Nel 2020 ha interpretato il ruolo di Marc nel film Offerta alla tormenta diretto da Fernando González Molina.
Nel 2021 ha interpretato il ruolo di Ignacio Montes nella serie La cuoca di Castamar. Nello stesso anno ha interpretato il ruolo di Guille nel film Chavalas diretto da Carol Rodríguez Colás. Nel 2021 e nel 2022 ha interpretato il ruolo di Jorge nella serie Cuéntame cómo pasó. Nel 2022 ha ricoperto il ruolo di Néstor nella serie Benvenuti a Eden. Nello stesso anno ha recitato nella soap opera Per sempre (Amar es para siempre), in cui ha ricoperto il ruolo di Korge e nel film Venus diretto da Víctor Conde.

## Filmografia

### Cinema
- Trilogia Del Baztán, regia di Fernando González Molina (2018)
- Lettera a Franco (Mientras dure la guerra), regia di Alejandro Amenábar (2019)
- Offerta alla tormenta (Ofrenda a la tormenta), regia di Fernando González Molina (2020)
- Chavalas, regia di Carol Rodríguez Colás (2021)
- Venus, regia di Víctor Conde (2022)

### Televisione
- La Riera – serie TV (2013-2014)
- Bon cop de falç. La història de l'himne, regia di Eloi Aymerich – film TV (2014)
- Una vita (Acacias 38) – soap opera, 586 episodi (2015-2017)
- L'enigma Verdaguer, regia di Lluís Maria Güell – film TV (2019)
- La cuoca di Castamar (La cocinera de Castamar) – serie TV, 5 episodi (2021)
- Cuéntame cómo pasó – serie TV (2021-2022)
- Benvenuti a Eden (Bienvenidos a Edén) – serie TV (2022)
- Per sempre (Amar es para siempre) – soap opera (2022)

### Cortometraggi
- Prova de Foc, regia di Martí Flotats (2010)
- ¿Un Cigarro?, regia di Fernando Coelho (2011)
- Por un Puñado de Euros, regia di Ana Ortiz (2011)
- Amor de Madre, regia di Carla D'Antin (2012)
- Frutos Secos, regia da Moises Ramirez (2012)
- Colores, regia di Jesus Méndez (2012)
- Vacuity, regia di Toni Morejón (2013)
- Nadie, regia di Diego Corral-Espinosa (2017)
- Liberty Park, regia di Txema Torres Muñoz (2018)

## Teatro
- Desboblaments, presso il teatro internazionale Day a Sabadell (2010)
- L'hora en que res no Sabíem els uns dels Altres, diretto da Pep Plà, presso il teatro Principal di Terrassa (2011)
- Tempus Non Fugit, diretto da Esther Nadal, presso il CTB (2011)
- Els Baixos Fons, diretto da Thomas Sauerteig (2012)
- Consuélame Consuelo, diretto da Moisés Ramírez (2012)
- El nou Procés, diretto da Jorge Picó (2012)
- No te Vistas Para Cenar di Peixos Peixeres (2013)
- El Primer Secreto de Francisca y Raimundo, presso il teatro Nuevo Apolo a Madrid (tour: 2014; teatro: 2015)
- Venus, diretto da Víctor Conde, presso il teatro Pavón Kamikaze (2017-2018)
- Muerte de un Viajante di Arthur Miller, diretto da Rubén Szuchmacher (2021)

## Doppiatori italiani
Nelle versioni in italiano dei suoi film e delle sue serie TV, Carlos Serrano-Clark è stato doppiato da:
- Mattia Bressan[12] in Una vita[13]
- Francesco Venditti[14] in Lettera a Franco[15]